# انترینگن
انترینگن (به آلمانی: Entringen) یک منطقهٔ مسکونی در آلمان است که در امربوچ واقع شده‌است. انترینگن ۱۳٫۹۴ کیلومتر مربع مساحت و ۳٬۷۱۸ نفر جمعیت دارد و ۳۶۰ متر بالاتر از سطح دریا واقع شده‌است.